# ليلة زفته (مسرحية)
ليلة زفته مسرحية كويتية، تم عرضها لأول مرة في الكويت على مسرح نادي اليرموك في مشرف، وكذلك تم عرضها في المملكة العربية السعودية في مدينة الاحساء في 30 أكتوبر 2019 وعرضت في موسم الرياض.

## ملخص القصة
تدور أحداث المسرحية في قالب من الكوميديا حول رجل وامرأة يستعدان لإقامة حفل زفافهما في إحدى قاعات الحفلات، ولكن يلازمهما النحس، خاصة بعد إقامة زفافهما في قاعة مسكونة بالجن.

## طاقم العمل

### الممثلين
- حسن البلام
- زهرة عرفات
- أحمد العونان
- خالد المظفر
- فهد البناي
- محمد الرمضان
- عبدالعزيز النصار
- عبدالله البدر
- لولوة الملا
- خالد السجاري
- محمد عاشور

### إخراج
- عبد الله البدر (مخرج)
- فاطمة القلاف (مساعد مخرج)

### دعاية
- محمد المهنا (مصمم البوستر)

### تأليف
- أحمد العوضي